# Smile (película)
Smile (en España: Sonríe) es una película estadounidense de 1975, del género comedia dramática, dirigida por Michael Ritchie y protagonizada por Bruce Dern y Barbara Feldon.
La película fue adaptada posteriormente en un musical de Broadway de 1986 con canciones de Marvin Hamlisch y Howard Ashman.

## Sinopsis
La película es una comedia satírica que hace hincapié en una pequeña ciudad americana y sus particularidades, preocupaciones e hipocresías.

## Reparto
- Bruce Dern: Big Bob
- Barbara Feldon: Brenda
- Michael Kidd: Tommy
- Geoffrey Lewis: Wilson
- Eric Shea: Little Bob
- Nicholas Pryor: Andy
- Titos Vandis: Emile
- Paul Benedict: Orren Brooks
- William Traylor: Ray Conyac
- Dennis Dugan: Logan
- Dick McGarvin: Ted Farley
- Adam Reed: Freddy
- Brad Thompson: Chuck
- George Skaff: Dr. Malvert
- Kate Sarchet: Judy
- Joan Prather: Robin
- Denise Nickerson: Shirley
- Melanie Griffith: Karen Love
- Annette O'Toole: Doria
- Maria O'Brien: Maria
- Colleen Camp: Connie
- Caroline Williams: Helg